# Messok
Pour les articles homonymes, voir Messok (homonymie).
Messok est une commune du Cameroun située dans la région de l'Est et le département du Haut-Nyong.

## Population
Lors du recensement de 2005, la commune comptait 11 213 habitants, dont 1 627 pour Messok proprement dit.

## Structure administrative de la commune
Outre Messok proprement dit, la commune comprend les localités suivantes :
- Bareko
- Bizam
- Kamelone
- Karagua
- Koungoulou
- Long
- Manam
- Massens
- Mbeng-Mbeng
- Mebem
- Mekoua
- Messea
- Mindouma
- Nkeadjinako
- Nkoakom
- Yanebot I
- Zoadiba
- Zoulabot II